# Institut de recherche sur les lois fondamentales de l'Univers
L'Institut de recherche sur les lois fondamentales de l'Univers (Irfu) - ex-Dapnia - est un établissement de recherche en astrophysique, physique nucléaire, physique des particules et sur l'ensemble des expertises techniques associées. Il fait partie du Commissariat à l'énergie atomique et aux énergies alternatives (CEA) de Saclay et emploie près de 1000 personnes et encadre une centaine de doctorants. Il est rattaché à la Direction de la recherche fondamentale (DRF) du CEA.
Les physiciens, ingénieurs et techniciens de l'Irfu travaillent notamment à la compréhension du monde de l'infiniment petit à travers l'étude du modèle standard de la physique des particules à celui de l'infiniment grand comme la structuration de l'Univers via des observations expérimentales couplées à des simulations de grande échelle.
L'IRFU est organisé en 7 départements :
- DACM : département des accélérateurs, de cryogénie et de magnétisme ;
- DAP : département d'astrophysique ;
- DEDIP: département d'électronique des détecteurs et d'informatique pour la physique ;
- DIS : département d'ingénierie des systèmes ;
- DPhN : département de physique nucléaire ;
- DPhP : département de physique des particules ;
- GANIL : grand accélérateur national d'ions lourds (GIE - Unité de gestion du personnel).

## Historique
L'Irfu est issu de la restructuration en 2008 du Département d’astrophysique, de physique des particules, de physique nucléaire et d’instrumentation associée (Dapnia). Le Dapnia est un ancien établissement de recherche fondamentale en physique du Commissariat à l'énergie atomique créé en 1991 par Robert Aymar, alors directeur des Sciences de la matière (DSM) du CEA. 
En 1992 débute la publication du journal ScintillationS, dans lequel les membres du Dapnia présentent l'actualité de leurs activités.
En 2004, le Dapnia employait 660 personnes, dont le célèbre physicien Hubert Reeves.
En 2013, l'Irfu participe à l'analyse de l'atmosphère de Titan - un satellite de la planète Saturne. Les physiciens y découvrent du propène en étudiant les mesures de la sonde spatiale Cassini.